# مقاطعة سان مارتين
مقاطعة سان مارتين (بالإنجليزية: San Martín Province)‏ هي مقاطعة في بيرو، تتبع إقليم سان مارتين، عاصمتها تارابوتو، تبلغ مساحتها 5639.82 كيلومتر مربع.